# Рудниково-Лозівська залізниця

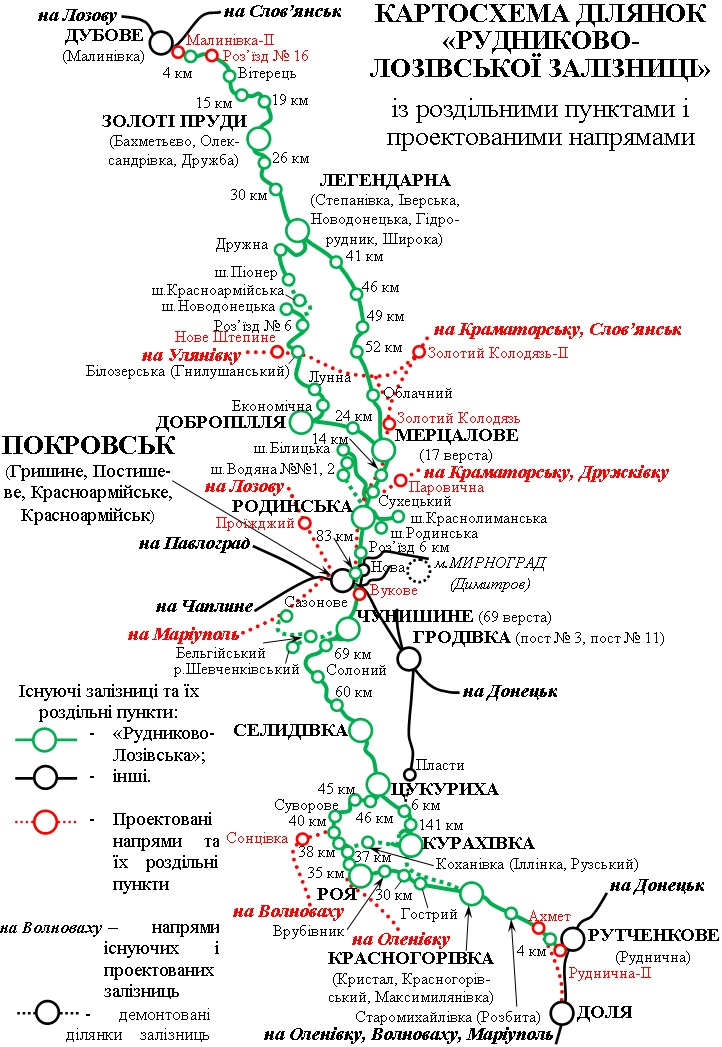
Картосхема ділянок напряму Рудниково-Лозівської залізниці (реставрація Белицького П. В.)

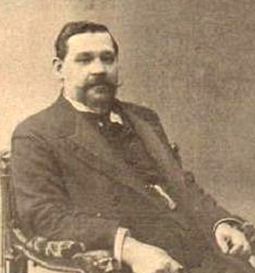
Иеронім Павлович Табурно (1862—1913)

Рудниково-Лозівська залізниця — назва першого загального проекту преферійних залізниціь у напрямі Рутченкове — Покровськ — Дубове із тупиковими гілками Цукуриха — Курахівка (—Коханівка), Чунишине — Сазонове (закрита), Мерцалове — Добропілля — Легендарна. Залізниці будувалися для обслуговування шахт Красноармійського (колишнього Гришинського) вугленосного району, для якого Рудниково-Лозівська залізниця є умовною віссю, що перетинає лінії простягання майже усіх пластів вугілля. Проект Рудниково-Лозівської залізниці було складено інженером І. П. Табурно у 1902 році. Відхилення траси вже існуючих залізниць в напрямі Рутченкове — Дубове від траси магістралі, згідно із першим проектом, не перевищує 5 км.
Залізничний напрямок Рутченкове — Покровськ — Дубове (Лозова), — одноколійна неелектрифікована залізниця, — перетинає Покровський район в загальному напрямку з півдня на північ. На відміну від електрифікованої магістралі Ясинувата — Чаплине, дану залізницю будували і здавали в експлуатацію частинами протягом майже півсторіччя, — в міру потреби в наявності тієї чи іншої ділянки залізничної колії.
Історія проекту
В 1875—1876 роках було відкрито рух по Рутченківсько-Курахівській залізниці французького Гірничопромислового товариства на півдні Росії. Загальна протяжність колій даного суспільства становила 30 верст, з них 24 версти припадали на протяжну колію від станції Руднична (Рутченкове) до села Курахівка. Однак в кінці 70-х — на початку 80-х років XIX століття, при досить загадкових обставинах, вуглевидобуток на Курахівському руднику Гірничопромислового товариства на півдні Росії згорнули. Під'їзну колію законсервували, а потім — демонтували практично до вхідних стрілок станції Руднична.
Див. також: Старі шахти Курахівки, Курахівка (станція).
З 90-х років XIX століття у промислових колах і державних структурах починається дискусія з питання можливого відновлення Курахівської під'їзної колії. Серед пунктів примикання під'їзної колії до існуючих залізниць називалися станції Руднична, Мандрикине, роз'їзд Доля напрямку Ясинувата — Маріуполь, а також станції Гришине (Покровськ), Желанна, пост Журавка (нині — блок-пост № 10) напрямку Ясинувата — Чаплине. Також дебатувалося питання, якою буде відновлювана Курахівська гілка: сполучною або живильною (тобто тупиковою).
У 1898-1899 роках Техвідділ служби колії Катерининської залізниці склав проект Курахівської гілки, в якому остання передбачалася як сполучна. Однак проект був складений з наявністю півтора десятків альтернативних варіантів. Серед альтернативних станцій примикання Курахівської гілки до існуючих залізниць значилися раніше озвучені роздільні пункти; також відкритим залишалося питання проходження проектованої гілки через район села Сонцовка (колишнє Красне), де значилася перспективна ділянка вугільного родовища, — «Сонцовська дача».
Уродженець Сонцовки, син керівника маєтком поміщика Д. Д. Сонцова, згодом — відомий радянський композитор С. С. Прокоф'єв, пізніше у своїх спогадах напише: «Одного разу восени… в Сонцовку приїхали інженери і повідомили, що вони послані виробляти дослідження з проведення залізниці. Це обіцяло змінити обличчя нашої глушини. Стався переполох, полетіла телеграма від бабусі до батька й інша від батька до Сонцова. Прийшов наказ запропонувати дослідникам стіл і будинок і всіляку ласку. Сонцов погоджувався віддати задарма землю, за умови, щоб станція припала поблизу.
Інженери поїхали, потім повернулися навесні і прожили досить довго, виробляючи дослідження в околицях… Що стосується дороги через Сонцовку, то інженери за чаркою зубрівки пропонували назвати станцію ім'ям батька, посилаючись на те, що ім'ям Сонцова вже названа станція інша, під Курськом… Але далі справа почала глухнути».
Експертний висновок з питання раціональної траси Курахівської гілки мала надати Рада З'їзду гірничопромисловців півдня Росії. Кураторами проекту від останньої впливової структури промислової буржуазії були призначені професор Л. І. Лутугін й інженер М. С. Авдаков. Останній експерт також займав високі посади в структурах французького Гірничопромислового товариства на півдні Росії.
Укрупнено, з точки зору обслуговування проектованою гілкою копалень Західного Донбасу, гідними уваги були визнані два варіанти трасування Курахівської гілки. Перший — з примиканням по станції Руднична і роз'їзду Пост Журавка, з заходом в Сонцовку або без такого. Другий — з примиканням по станціях Руднична і Гришине. За першим варіантом, в разі заходження в Сонцовку, траса залізниці від роз'їзду Роя (Александрополь, — район сучасного міста Курахове) прямувала до Сонцовської дачі, потім — на Курахівку, Селидівку, роз'їзд Журавка. За другим варіантом, траса від Рої прямувала до станції Гришине, з примиканням до останньої з південного заходу (а не з південного сходу, як ділянка Рутченкове — Покровськ примикає зараз). Найближчим роздільним пунктом до Сонцовської дачі передбачалася станція Щурова, на схід від маєтку Д. Д. Сонцова. Далі траса проектованої залізниці проходила через Жовту, біля якої перетинала річку Солону, Краснокутівку й балку Сазонову поруч із майбутнім рудником Західно-Донецького товариства, де у 1899 році вже велися геологічні розвідки.
Л. І. Лутугін і М. С. Авдаков зійшлися на думці, що з двох варіантів найкращим є перший, оскільки він проходить по, нібито, перспективним ділянкам вугільних родовищ Курахівки й Селидівки, де вугілля залягає неглибоко, і тому, у разі будівництва залізниці, забезпечується швидкий вихід шахт на вуглевидобуток в промислових масштабах. Ділянка Роя — Гришине, навпроти, обслуговувала би пласти вугілля, що залягають під потужними третинними наносами.
Однак у зв'язку з економічною кризою в Російській імперії, питання будівництва Курахівської гілки за рахунок держави не було вирішено оперативно: Міністерство шляхів сполучення в 1900 році висунуло свідомо нездійсненні промисловцями вимоги з вантажообігу на проектованому напрямку, а потім віддало ініціативу будівництва даної гілки в руки приватного капіталу.
Цим рішенням профільного відомства і скористався директор Західно-Донецького кам'яновугільного товариства І. П. Табурно. У 1902 році останній завершив складання проекту приватної Рудниково-Лозівської залізниці в загальному напрямку з північного заходу на південний схід, — від роз'їзду № 14 Малинівка Курсько-Харківсько-Севастопольської залізниці (нині — станція Дубове) до станції Руднична через район станції Гришине Катерининської залізниці. У районі на схід від станції Гришине передбачався різнорівневий перетин Рудниково-Лозівської та Катерининської залізниць; в 2,5 верстах на південний схід від межі станції Гришине передбачалася передаточна станція Рудниково-Лозівської залізниці — роз'їзд Вукове, зі сполучної гілкою до станції Гришине. Такі ж передавальні станції передбачалися в 2,5 верстах від межи роз'їзду Малинівка і станції Руднична. В цілому, траса Рудниково-Лозівської залізниці практично збігається з трасою сучасної ділянки Рутченкове — Покровськ, і багато в чому схожа з трасою ділянки Дубове — Покровськ.
Дискусія з питання раціонального трасування Курахівської (південної, між Рутченково і Гришино) ділянки проектованої Рудниково-Лозівської залізниці затягнулася: Рада З'їзду гірничопромисловців півдня Росії наполягала на трасі в напрямку Роя — Журавка. На вимогу Ради З'їзду, І. П. Табурно провів додаткові дослідження траси. У підсумку, розглядалися три варіанти траси, два з яких передбачали перетин ділянки Ясинувата — Чаплине в районі станції Гришине. Однак в 1904 році почалася Російсько-Японська війна, а в 1905 році — революційні заворушення, які зняли з порядку денного питання будівництва нових залізниць в Західному Донбасі.
У 1908 році Комісія з нових залізниць при Міністерстві фінансів Російської імперії затвердила проект Рудниково-Лозівської залізниці. Однак Рада З'їзду гірничопромисловців півдня Росії і Міністерство шляхів сполучення ініціювали будівництво Курахівської ділянки Рудниково-Лозівської залізниці за рахунок казни, на догоду реалізації проекту іншої приватної залізниці — Північно-Донецької (Лиха — Родакове — Лиман — Харків — Льгов), при першочерговому будівництві останньої. На додаткові дослідження напряму Рутченкове — Гришине силами Катерининської залізниці з держскарбниці було виділено 700 тис. крб. Однак справа будівництва нових залізниць в даному напрямі до 1913 року не зрушила з мертвої точки.
У 1911 році франко-російське Красногорівське акціонерне товариство, яке володіло заводом шамотної цегли «Кристал» при Красній Гірці, відновило частину демонтованої ділянки Рутченківсько-Курахівської залізниці від станції Рутченкове до власного заводу. В цьому ж році начальник Катерининської залізниці К. М. Ваніфант'єв звернувся до Вищої Особливої комісії з клопотанням про більш детальне вивчення перспектив вуглевидобутку в Гришинському вугленосному районі, а також про будівництво нових залізниць у напрямку роз'їзд Гродівка — Курахівка — Іллінка — станція Оленівка (близько 30 верст), Красна Гірка — Курахівка (8 верст) і станція Гришине — Григорівка (Разіне, 15 верст). XXXVI З'їзд гірничопромисловців півдня Росії підтримав клопотання по частині залізничного будівництва.
У 1912-1913 роках розглядалися альтернативні проекти розвитку рейкової мережі Гришинського вугленосного району. Акціонерне товариство залізничних колій запропонувало будівництво Курахівської гілки, — від «містечка Курахівка» до роз'їзду Гродівка або станції Желанна, а також викуп під'їзної колії Рутченкове — Красна Гірка у Красногорівського товариства, траси сполучної залізниці від Красної Гірки до Гришиного, з подальшим її будівництвом, — у держави.
Представники проекту Рудникової залізниці запропонували будівництво протяжної залізничної лінії Рутченкове — Гришине — Лозова. Ділянка від Лозової до Рутченкового передбачався з мінімумом заокруглень, з будівництвом передаточної станції Гришине Рудникової залізниці в районі станції Гришине Катерининської залізниці. У районі Завидово передбачалося будівництво вугленавантажувальної станції, до якої могли б також примикати колії в Полтавському напрямку. Між селами Гришине і Добропілля передбачався комерційний роз'їзд Проїжджий. Від Гришиного в напрямку Рутченкового траса Рудникової залізниці йшла паралельно Першій Катерининській залізниці до роз'їзду Гродівка, роблячи далі крутий правий поворот в напрямку Селидівки й Курахівки, де також передбачалися вугленавантажувальні станції. На ділянці від Курахівки до Рутченкового передбачався комерційний роз'їзд Красногорівській; крім того передбачалася вуглевозна живильна гілка Курахівка — Рузський, — до Іллінки.
Товариство Північно-Донецької залізниці запропонувало будівництво залізничної лінії в напрямі Краматорська — Гришине — Рутченкове зі сполучними гілками на Дружківку, Волноваху і живильними гілками на території сучасного Добропільського району — на Казенноторське (Шахове) для вивезення флюсів та Криворіжжя для вивезення вугілля. Траса лінії в Рутченківському напрямку передбачалася через район Курахівки, залізниці на Волноваху («вилка») — через район Іллінки. Крім того, товариство зобов'язалось побудувати сполучну гілку між залізницями Гришине — Курахівка — Рутченкове й Гришине — Іллінка — Волноваха.
Навесні 1913 року відбулося засідання Комісії з нових залізниць з питання будівництва нових ліній і гілок в Гришинському вугленосному районі. Претендентами концесії на будівництво та подальшу експлуатацію нових «рейкових шляхів» були князь С. В. Кудашов і інженер В. І. Пілсудський, а також Н. П. Рузський з Н. Н. Кашинцевим, акціонерні товариства залізничних колій і Північно-Донецької залізниці. Представники промисловості та земств рекомендували першочергове будівництво залізниці Рутченкове — Курахівка — Сонцовка — Гришине зі сполучними гілками Гришине — Лозова та Гришине — Краматорська. Концесію на зазначені лінії більшістю голосів вирішили віддати акціонерному товариству Північно-Донецької залізниці.
Однак вже влітку 1913 року Міністерство шляхів сполучення домоглося анулювання концесії, виданої акціонерному товариству Північно-Донецької залізниці, а також коригування планів залізничного будівництва в Гришинському вугленосному районі. Замість приватних залізничних ліній та гілок, пропонованих акціонерним товариством Північно-Донецької залізниці, а також гілки в Лозівському напрямку, пропонувалося будівництво казенної залізниці Рутченкове — Гришине — Золотий Колодязь з живильними гілками на Святогорівку, Завидове, в Сазонову балку і на Курахівку силами Катерининської залізниці, — з подальшим включенням зазначених гілок до складу даної магістралі. Питання про будівництво залізниці Гришине — Лозова відкладався до закінчення техніко-економічних досліджень напрямку. Від будівництва залізниці від району Гришино в Краматорському напрямку Міністерство шляхів сполучення тимчасово відмовлялося.
Восени 1913 року проект сполучної залізничної гілки Рутченкове — Гришине із системою пов'язаних з нею тупикових під'їзних колій був узгоджений з представниками промисловості та земств, а в грудні 1913 — січні 1914 років проходив експертизу в Міністерстві шляхів сполучення. Будівництво залізничної гілки Гришине — Золотий Колодязь — Нове Штепине (район на північ від і на північний захід від Святогорівки) відкладалося до закінчення досліджень напряму Гришине — Лозова, в той час як гілку від станції Гришине в Завидівському напрямі, до «містечка Добропілля» вирішили будувати невідкладно. Крім того, замість запропонованого варіанту трасування однієї з ділянок гілки Рутченкове — Гришине в напрямку Максимільянівка (Красногорівка) — Курахівка, був затверджений варіант траси Роя — Цукуриха, — у зв'язку з більш легким профілем колії в місці перетину річки Вовча, — з можливістю будівництва гілки на Курахівку й Іллінку як від роз'їзду Цукуриха, так і від «станції» Пост Вовча (правий берег однойменної річки в районі станції Роя, Іллінки). Пізніше був обраний перший варіант трасування живильної гілки на Курахівку.
Будівництво залізниці Рутченкове — Гришине — Добропілля із під'їзними коліями на Ільїнку та в Сазонову балку почалося навесні 1914 року, з перспективою закінчення будівництва в 1915 році. Проектом передбачалося облаштування наступних залізничних станцій і роз'їздів. На напрямку Рутченкове — Гришине передбачалися роздільні пункти Старомихайлівка, Максимільянівка (Красногорівка), Гострий, Роя, Цукуриха, Селидівка, Солоний (район Жовтої), Чунишине На гілці Цукуриха — Коханівка (Іллінка) був передбачений роз'їзд Курахівка, на гілці Чунишине — Сазонове — роз'їзд Бельгійський (біля рудника англо-франко бельгійського акціонерного товариства Гришинських копалень, — нині закрита шахта ім. Т. Г. Шевченка), на гілці Гришине — Добропілля — роз'їзд Мерцалове.
То ж, остаточну команду на будівництво залізниці Рутченкове — Гришине і Гришинських під'їзних колій дав тодішній начальник Катерининської залізниці, дворянин (дійсний статський радник), інженер-технолог Кирило Миколайович Ваніфант'єв (1861-1929). Є документальна згадка, наприклад, як К. М. Ваніфант'єв наприкінці весни 1914 року урочисто відкривав будівництво на усіх об'єктах від Рутченково до Добропілля. Саме завдяки К. М. Ваніфант'єву було анульовано концесію на цей напрям, яку напередодні було надано товариству Північно-Донецької залізниці, й домогтися будівництва лінії за рахунок держави, — власне Катерининською залізницею. А це значно прискорило будівництво, і явилося запорукою того, що залізницю здали ще до переходу громадянського конфлікту в країні до точки неповернення.
Революційно налаштовані громадяни по-своєму «віддячили» К. М. Ваніфант'єву за роки стабільності на Катерининській залізниці, коли той був її начальником. Коли в березні 1917 року почалася діяльність робітничих рад на залізниці, К. М. Ваніфант'єва було знято з посади начальника з політичних мотивів, — «як того, що викликає до себе вкрай вороже ставлення». Жодного звинувачення колишньому начальнику пред'явлено не було. Невеличка ремарка: коли почалася діяльність рад, К. М. Ваніфант'єв особисто розпорядився ніяким чином не заважати їх роботі. Уся вина колишнього начальника Катерининської залізниці полягала в тому, що він був призначений на свою посаду «старим режимом». А потім — була робота в Міністерстві (Наркоматі) шляхів сполучення, відновлення залізниць після громадянської війни, ув'язнення по статті 58-7 КК РРФСР на 10 років, відбування покарання на Соловках і розстріл в рамках «Справи про кремлівську змову» без будь-яких доказів винуватості. Звичайна справа на той час в «країні переможного соціалізму»…
До листопада-грудня 1915 року вдалося відкрити тимчасове товарне і пасажирське сполучення на ділянках Гришине — Добропілля (циркуляр Головного штабу № 145), Рутченкове — Красногорівка — Роя і Гришине — Селидівка (циркуляр № 167). У липні 1916 року було відкрито постійний рух на гілці Гришине — Добропілля, в січні 1917 року — на сполучної гілки Рутченкове — Гришине, в грудні 1917 року — на гілці Чунишине — Сазонове, в листопаді 1918 року — на гілці Цукуриха — Коханівка. Всі гілки були відкриті як залізниці загального користування, з перспективою відкриття на них пасажирського руху. В листопаді 1916 році пішли товаро-пасажирські потяги на Добропілля, а в 1917 році — пасажирські потяги у сполученні Гришине — Рутченкове. Не пізніше 1930 року почався епізодичний пасажирський рух на Курахівку: за наявності товарних вагонів на Курахівку або з Курахівки від пасажирсько-товарного потягу Гришине — Сталіне (Донецьк) відчіплявся паровоз і 1 пасажирський вагон, які курсували Курахівською гілкою (потяг Гришине — Сталіне — Гришине у даному випадку запізнювався відносно гарфіку). Робочі (приміські) поїзда Цукуриха — Курахівка і Чунишине — Бельгійський пішли тільки в 40-х — 50-х роках ХХ століття. Вокзали всіх станцій на зазначених гілках були побудовані по єдиному архітектурному плану.
Напрямок Гришине — Лозова в 1914—1918 роках передбачали включити до складу магістралі Москва — Бердянськ (або Маріуполь), а також системи ліній і гілок приватної Токмацької залізниці, — в загальному напрямі Маріуполь — Царекостянтинівка (Комиш-Зоря) — Гришине — Краматорська (– Дружківка). Але не дивлячись на клопотання Ради З'їзду гірничопромисловців півдня Росії в 1916 році, даний напрямок не було включено в чергу перспективного плану залізничного будівництва. Напрям Царекостянтинівка — Гришине — Краматорська, навпаки, в такий план включено було, з перспективою закінчення будівництва в 1927 році. Але в зв'язку з громадянською війною цим планам не судилося здійснитися.
Після революційних подій 1917—1921 років вантажопотік залізницею Рутченкове — Гришине впав до критичної позначки. Пасажирські залізничні перевезення тут було згорнуто ще восени 1917 року, вдруге — восени 1918 року. Кількість вуглекопалень скоротилася до мінімуму, але найстрашнішим було те, більшість капітальних рудників у зоні тяжіння до залізниці позакривалися. В результаті, замість трьох пар потягів на добу (одна з них — пасажирські), які курсували залізницею до революції, на початку 20-х років залишилися дві пари вантажних потягів на тиждень. Зменшення обсягів вантажоперевезень призвело до скорочення часу роботи станцій напряму — останні працювали по 8 годин на добу, замість колишніх 16 годин. Якщо вантажний потяг прибував на станцію по закінченні часу роботи останньої, то він залишався тут «ночувати». В перші роки після виру революційних подій гужові перевезення розвилися до неймовірних масштабів, і став загрожувати залізничним перевезенням у південній частині так званого Гришинського вугленосного району. Адже гужові підводи від Селидівки із вантажами призначення «Юзівка» (сучасний Донецьк) йшли не на станцію Желанна, як до будівництва залізниці Рутченкове — Гришине, а безпосередньо до Юзівки. Причина — скорочення кількості пар вантажних потягів було характерно не лише для периферійної гілки Рутченкове — Гришине, але й для основного ходу Катерининської залізниці. Вивізних потягів там було також замало. В рамках боротьби із гужем і скорочення експлуатаційних витрат на малодіяльні залізничні напрями, в рамках однієї залізниці, дискутувалося навіть питання демонтажу колії на ділянці Рутченкове — Гришине від Рої до Чунишиного. Втім, залізницю не лише не демонтували, а й ще відновили на ній у 1924 році пасажирський рух у вигляді курсування трьох пар пасажирсько-товарних потягів на тиждень.
В 20-х — 60-х роках минулого століття, були розвідані запаси вугілля на північ від станції Гришине — Постишево — Красноармійськ, що тягнуться в загальному напрямку на Лозову. Це і визначило конфігурацію нових залізниць на північ від станції Красноармійське.
У 1951—1954 роках, у зв'язку з будівництвом нових шахт в районі на північ від хутора Родина, а також на захід і на північний захід від Білицького, була побудована вантажна станція Родинська, що нині обслуговує місто Родинське Покровської міськради.
На початку 60-х років керівництво станціями Добропілля, Мерцалове, Родинська і Красноармійське здійснювалося під єдиним управлінням вузлового диспетчера. Крім того, під'їзні колії шахт тресту «Красноармійськвугілля» були передані до складу Донецької залізниці. Технологія роботи станції Красноармійське після прийому під'їзних колій тресту «Красноармійськвугілля» була розроблена в Центральному науково-дослідному інституті Міністерства шляхів сполучення. В її основі полягали: диспетчерське керівництво розформуванням і формуванням поїздів; перерозподіл обробки вагонів між парками станцій, під'їзними коліями, вантажними пунктами; ліквідація непродуктивних операцій. В результаті, було вивільнено 2 паровоза і 70 чоловік штату реорганізованого підприємства промислового залізничного транспорту, ліквідовано депо тресту «Красноармійськвугілля». Межі станції Красноармійське були відсунуті на 10 км, проте відпала необхідність в будівництві передаточної станції Красноармійське-II вартістю 200 тис. крб..
У 1957 році землі для будівництва нових залізниць в Лозівському напрямі були передані тресту «Красноармійськвугілля». Однак на початку 60-х років вугільний трест проходив процедуру реорганізації, і в результаті будівництвом нових залізниць у напрямі Дубове — Мерцалове — Добропілля займалися залізничні війська (частина № 9294, місто Барвінкове), трест «Донбастрансбуд», і звичайно ж колійники Красноармійської дистанції Донецькій залізниці. До складу останньої і були включені нові залізниці. У 1961 році було відкрито вантажне, в 1962 році — пасажирське сполучення на ділянці Дубове — Мерцалове. Незабаром був налагоджений вантажний транзит в напрямі Дубове — Красноармійське. До 70-х років ХХ століття хід Рутченкове — Красноармійськ — Дубове був повністю переведений на тепловозну тягу. Також існували плани включення даного напряму до складу нового пасажирського ходу Москва — Кавказ. Так чи інакше, станція Красноармійськ, нинішній Покровськ, стала повноцінним вузлом залізниць в Донецькому, Дніпровському та Харківському напрямах.
З 2007 року не здійснюється рейсовий пасажирський рух залізницями Покровськ — Добропілля — Дубове і Цукуриха — Курахівка (до 2009 року тут курсували робочі поїзди із можливістю проїзду пасажирів у них), з 2014 року — внаслідок війни на сході України — залізницею Рутченкове — Покровськ.
Сучасний стан
Наприкінці 2017 року рух ділянкою колії Дубове — Золоті Пруди — Легендарна закритий із міркувань безпеки — внаслідок незадовільного стану верхньої технічної будови. За даними дослідників залізниць, закрита ділянка частково демонтована в кількох місцях. Демонтовано частково і ділянку колії в районі лінії розмежування на перегоні станція Красногорівка — зупинний пункт Старомихайлівка. На інших ділянках колії існує вантажний рух різної інтенсивності.